# Jean-Baptiste Dehesse
Œuvres principales
L'Opérateur chinois (1748)
Les Meuniers (1751)
Les Noces chinoises (1756)
Jean-Baptiste-François Dehesse (De Hesse, Deshayes ou des Hayes) est un danseur, chorégraphe et maître de ballet français né à La Haye en septembre 1705 et mort à Paris le 22 mai 1779.
Né de parents français comédiens en Hollande, Dehesse est maître à danser à Valenciennes de 1729 à 1734, puis il est engagé à la Comédie-Italienne de Paris où il fait une brillante carrière de 1734 à 1762. Il en est le maître de ballet de 1738 à 1757 et est aussi comédien, jouant les emplois de valets et de personnages comiques.
La marquise de Pompadour le choisit pour régler les danses des spectacles donnés dans son théâtre des Petits Appartements à Versailles (Petit Trianon) et Bellevue de 1747 à 1753. Associé à la direction de l'Opéra-Comique, il y assume diverses tâches administratives de 1758 à sa mort.
Chorégraphe inventif et prolifique, il règle de nombreux divertissements pour les comédies et compose une soixantaine de ballets-pantomimes. Ses œuvres mettent en scène les petits métiers et les intrigues champêtres plutôt que les sujets sérieux et ses ballets se terminent souvent par une contredanse générale.
Il contribue grandement, avec Billioni et Pitrot, à la diffusion du ballet-pantomime à Paris.

## Quelques ballets
- 1738 : Les Amants trompés
- 1748 : L'Opérateur chinois
- 1748 : Le Pédant
- 1749 : Les Enfants vendangeurs
- 1749 : Les Quatre Âges en récréation
- 1750 : Les Bûcherons
- 1750 : La Guinguette
- 1751 : Le Mai
- 1751 : Les Meuniers
- 1754 : Les Niais
- 1755 : Les Jardiniers
- 1755 : La Matinée villageoise
- 1756 : La Bergère
- 1756 : Les Noces chinoises
- 1757 : La Mariée de village
- 1760 : La Veillée cauchoise